# Baruch
Baruch er en fiktiv engel i Philip Pullmans trilogi om Det gyldne kompas. Baruch og hans elsker, englen Balthamos, er begge engle der er med i oprøret fra Himmerig. De prøver at blive optaget i Lord Asriels hær af engle, og prøve på at vælte Metatron, den regerende Autoritet. 
Baruch er bror til Enoch, som er blevet regenten, kendt som Metatron. Sammen med Balthamos, undslipper Baruch fra Autoriteten i håb om at kunne slutte sig til Lord Asriels hær. De forsøger også at finde vogteren af "Skyggernes kniv", Will Parry, til Lord Asriel og de ledsager Will, uden spørgsmål, da ha beslutter at gå til Lord Asriel, udelukkende for at finde Lyra. Baruchs modige og engagerede karakter, fører til en kamp mellem ham og Autoriteten. Dødeligt såret og adskilt fra Balthamos og Will, kommer Baruch på egen hånd tilbage til Lord Asriel. Efter at have givet Lord Asriel de vigtige oplysninger, dør han. De sidste ord han hvisker er navnet på hans elsker, englen "Balthamos". 